# 王弘 (弘治進士)
王弘（1458年—？），字叔毅，南京廣洋衛籍，應天府六合縣人，明朝政治人物，弘治癸丑進士。

## 生平
成化十六年（1480年）庚子科應天府鄉試第四名舉人。弘治六年（1493年）中式癸丑科會試第七十六名，三甲第八十一名進士，授行人司行人，十八年十一月擢授南京福建道试監察御史。正德初年，八党乱政，王弘与十三道御史陆昆、薄彥徽、葛浩、貢安甫、王蕃、史良佐、李熙、任諾、姚學禮、張鳴鳳、蔣欽、曹閔、黃昭道、蕭乾元等联名上疏请求罢免太监馬永成、魏彬、劉瑾、傳興、羅祥、谷大用等人。劉瑾大怒，命下詔獄，杖三十，除名。正德六年十一月起用为廣東佥事，十二年二月升副使。

## 家族
曾祖王秀翁；祖父王舍宗；父王清，母陳氏。具庆下。